# Daniel Roullier
Daniel Roullier, né le 14 novembre 1935 à Landébia, est un chef d'entreprise et milliardaire français, fondateur du Groupe Roullier en 1959, et classé (conjointement avec sa famille) 41e fortune française en 2020 par le magazine Challenges.

## Biographie
Daniel Roullier commence à travailler jeune, avec le certificat d'études comme seul diplôme. Il a l'idée d'exploiter le maërl pour les besoins de l'agriculture. Sa société, la Timac (Transformation Industrielle du Maërl en Amendements Calcaires) devient en 10 ans le leader du marché. Daniel Roullier élargit alors son champ d'action à tout type de produit fertilisant, y compris les engrais phosphatés, et s'étend sur 27 pays. Il étend le domaine à l'alimentation animale, à l'agroalimentaire et à la plasturgie puisque les emballages de ses produits consomment beaucoup de matières plastiques.
Il refuse l'introduction en bourse de sa société, et transmet la société entièrement à ses descendants avec un pacte d'actionnaires.

## Fortune
En 2020, la valorisation de la société familiale est de 2,4 milliard d'Euros selon Challenges, la mettant en 41e position.

## Vie privée
Il vit à Cancale. Plusieurs de ses filles ont des fonctions importantes dans la société.